# 319 (číslo)
Tři sta devatenáct je přirozené číslo, které následuje po čísle tři sta osmnáct a předchází číslu tři sta dvacet. Římskými číslicemi se zapisuje CCCXIX a řeckými číslicemi τιθ.

## Matematika
319 je:
- Poloprvočíslo
- Šťastné číslo
- Součet tří po sobě jdoucích prvočísel (103 + 107 + 109)

## Astronomie
- (319) Leona je planetka hlavního pásu, kterou objevil v roce 1891 Auguste Charlois

## Doprava
- Silnice II/319 je česká silnice II. třídy vedoucí na trase Rychnov nad Kněžnou – Rokytnice v Orlických horách – Bartošovice v Orlických horách[1]

## Roky
- 319
- 319 př. n. l.